# Kserowunos
Kserowunos (gr. Ξερόβουνος, tur. Yukarı Yeşilırmak) – wieś na Cyprze, w dystrykcie Nikozja.